# Vanamõisa laht
Vanamõisa laht är en vik på Dagö i västra Estland. Den ligger i Emmaste kommun i Hiiumaa (Dagö), 150 km sydväst om huvudstaden Tallinn. Den ligger på södra Dagö och på öns utsida mot Östersjön. Viken avgränsas i norr av udden Nõrga nina och i söder av Tohvri nina. Byarna Vanamõisa, Sepaste och Tohvri ligger utmed dess kust.